# Língua mequém
Mequém (Mequéns) é uma língua da família Tuparí, do tronco tupi.